# Dietro la curva del cuore
Dietro la curva del cuore è un album pubblicato dai La Crus nel 1999 per la Warner, il terzo nella discografia del gruppo.
Nel brano di apertura, Soltanto amore, Mauro Ermanno Giovanardi è sostenuto dai cori di Cristina Donà, mentre Anche tu come me è un duetto con Carmen Consoli.
L'album ottiene il Premio PIM della critica.

## Tracce
- CD (WEA, 3984263852, )

1. Soltanto amore – 4:04
2. L'uomo che non hai – 4:27
3. Senza far rumore – 4:28
4. Anche tu come me – 3:50
5. È andata via l'estate – 4:26
6. Diritto a te – 3:54
7. Un giorno in più (insieme a te) – 3:40
8. Natale a Milano – 3:52
9. Le cose di ogni giorno – 4:48
10. Stringimi ancora – 4:06
11. Sarà domani – 6:09
12. Quando incontri la vita – 3:29

Durata totale: 51:13

## Formazione
- Mauro Ermanno Giovanardi - voce
- Cesare Malfatti - chitarra
- Alex Cremonesi
- Luca Saporiti - basso
- Manuel Agnelli - chitarra (4, 7)